# ジョージ・M・スタインブレナー・フィールド
ジョージ・M・スタインブレナー・フィールド（George M. Steinbrenner Field）は、アメリカ合衆国のフロリダ州タンパにある野球場。ニューヨーク・ヤンキース傘下A級、タンパ・ターポンズ、ヤンキース傘下ルーキークラス、フロリダ・コンプレックスリーグ・ヤンキースの本拠地である。ヤンキースの本拠地球場であるヤンキー・スタジアムと同じフィールド形状を持つ。
タンパベイ・レイズの本拠地球場トロピカーナ・フィールドが2024年10月のハリケーン・ミルトンによって甚大な被害を受けたため、レイズの2025年の暫定本拠地となる。

## 歴史
1993年、タンパ・スポーツ・オーソリティーがニューヨーク・ヤンキースのスプリングトレーニングに使う球場を建設することを発表。
1996年、「レジェンズ・フィールド」として開場。
2008年2月14日に当時のヤンキースオーナーだったジョージ・スタインブレナーの名を冠した現在の「ジョージ・M・スタインブレナー・フィールド」に改名した。
タンパベイ・レイズの本拠地球場のトロピカーナ・フィールドが2024年10月のハリケーン・ミルトンによって大きな損傷を受け使用不能となったため、2025年のレイズの暫定本拠地としてスタインブレナー・フィールドが使用されることとなった。